# جوزپه متزوفانتی

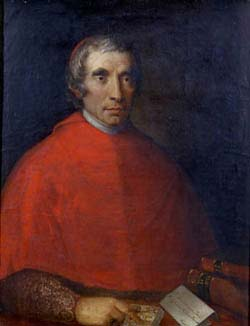
جوزپه کاسپار مزوفانتی

جوزپه کاسپار متزوفانتی (۱۹سپتامبر۱۷۷۴-۱۵مارچ ۱۸۴۹) Giuseppe Caspar Mezzofanti
یک کاردینال ایتالیایی و ابرچندزبان‌دان و زبان‌شناس بود. او در بولونیا زاده شد و آموزش دید. او در سال ۱۷۹۷ استاد زبان عربی در دانشگاه بولونیا شد. شهرت عمده وی به دلیل تسلط کامل وی بر زبان‌ها بود. او به ۳۹ زبان تسلط کامل داشت و به گفته‌ای او ۷۲ زبان را به خوبی تکلم می‌گفت. جالب این که او هیچ وقت از کشور ایتالیا بیرون نرفت و همه دانش خود را مدیون کتابخانه‌ای که به او سپرده شده بود و مسافرینی که به شهرشان سفر می‌کردند، بود.
۱- انگلیسی ۲-‌‌ ولزی ۳- اسکاتی گالی(اسکاتلندی) ۴-آلمانی ۵-عبری ۶-عربی ۷-آرامی ۸-کُپتی(قبطی) ۹-ارمنی ۱۰-پارسی ۱۱-ترکی ۱۲-مالتی ۱۳-یونانی باستان ۱۴-یونانی نوین ۱۵-لاتینی ۱۶-ایتالیایی ۱۷-پُرتُگالی (پرتغالی) ۱۸-فرانسوی ۱۹-سوئدی ۲۰-دانمارکی ۲۱-هلندی (دوچ) ۲۲-ایلیری ۲۳-روسی ۲۴-لهستانی ۲۵-چکی ۲۶-مجاری ۲۷-چینی